# Abou-Chaker-Clan
Abou-Chaker-Clan (auch Abou-Chaker-Familie) ist die Bezeichnung von Ermittlungsbehörden und einigen Medien für eine Gruppe meist männlicher Angehöriger des palästinensischstämmigen Familienverbandes Abou-Chaker, der vor allem in Berlin und im Libanon ansässig ist. Nach Schätzung der Polizei leben vermutlich 200 bis 300 Mitglieder der Großfamilie in Berlin. Teile der Familie gehören zur organisierten Kriminalität. Mitglieder betreiben Schutzgelderpressungen, Drogen- und Waffenhandel, Geldwäsche, Raubüberfälle, Diebstähle und Zuhälterei und sind auffällig bei Gewalt- und Körperverletzungsdelikten.

## Familienmitglieder (Auswahl)
Der Clan geht zurück auf Said und Nazmie Abou-Chaker, die im palästinensischen Flüchtlingslager Wavel, in der Nähe der Stadt Baalbek im Libanon, geboren wurden. Mitte der 1970er Jahre flohen sie mit ihren ersten vier Kindern vor dem Libanesischen Bürgerkrieg nach Deutschland. Es folgten fünf weitere, in West-Berlin geborene Kinder. Das Paar hat insgesamt sechs Söhne (Nasser, Arafat, Mohammed, Yasser, Ali und Rommel) und drei Töchter. Der Familie folgten weitere Brüder und Cousins mit ihren Familien nach Deutschland.
Nasser Abou-Chaker
Der 1971 als ältester Sohn von Said und Nazmie Abou-Chaker geborene Nasser Abou-Chaker ist mutmaßlicher Kopf des Clans und gilt als eine zentrale Figur der Berliner Unterwelt. So wurde 2009 berichtet, dass er u. a. Teile des Straßenstrichs rund um die Kurfürstenstraße in Berlin-Schöneberg kontrollierte und die bekannte Rotlichtmeile in Berlin-Mitte, die Oranienburger Straße, zu seinem Einflussgebiet gehörte.
Arafat Abou-Chaker
Der 1976 in Berlin geborene Arafat Abou-Chaker gilt als eine „Führungsfigur“ des Clans. Im Jahr 2008 geriet er erstmals in den Blickpunkt der Öffentlichkeit, als er das Management des Rappers Bushido übernahm. 2018 trennten sich die beiden wieder. Im August 2020 machte Abou-Chaker folgende Angaben zur Person vor dem Landgericht Berlin: Er habe die deutsche Staatsangehörigkeit, sei geschieden und Vater von fünf Kindern. Sein erlernter Beruf sei Kfz-Mechaniker. Weiter sei er Unternehmer und lebe von Einkünften aus Vermietung und Verpachtung. Die Behauptung, er sei der Clanchef, wies er von sich.
Mohammed Abou-Chaker
Der Mann mit dem Spitznamen „Momo“ war 2010, im Alter von 31 Jahren, Drahtzieher beim sogenannten Pokerraub im Wert von 242.000 Euro im Berliner Grand Hyatt Hotel. Er wurde zu sieben Jahren und drei Monaten Haft verurteilt.
Abdallah Abou-Chaker
Als Intensivtäter wurde Abdallah Abou-Chaker, ein Cousin dieser Brüder, ein eigener Sachbearbeiter bei der Berliner Polizei zugeordnet. Anfang November 2022 wurde der zu dem Zeitpunkt 40-jährige Abdallah Abou-Chaker, der insgesamt zehn Jahre unter anderem wegen Drogenhandels, Körperverletzung, Zuhälterei und räuberischer Erpressung in deutschen Gefängnissen inhaftiert war, zwangsweise in den Libanon abgeschoben. Gegen ihn wurde eine zweijährige Einreisesperre nach Deutschland verhängt.

## Weitere Verbrechen und Verurteilungen
2012 berichtete Spiegel TV über einen Prozess gegen eine Reihe von Mitgliedern des Clans. Überschattet wurden dabei die Dreharbeiten durch massive Einschüchterungsversuche von Seiten der Clanmitglieder im Flur des Gerichtsgebäudes.
Die Staatsanwaltschaft Berlin ordnet die Aktivitäten einiger männlicher Familienmitglieder der organisierten Kriminalität zu. Mafiöse Strukturen seien „eindeutig vorhanden und gerichtlich festgestellt worden“. „Sie begehen Straftaten im Bereich der Gewaltkriminalität.“ Laut Clan-Anwalt Stefan Conen habe bis 2013 kein Gericht mafiöse Strukturen attestiert.
Im November 2021 wurden mehrere Personen, darunter zwei Brüder des Clans, wegen Urkundenfälschung, Betrugs und mittelbarer Falschbeurkundung zu jeweils ca. fünf Jahren Freiheitsstrafe verurteilt. Sie hatten mittels gefälschter Ausweise von Immobilieneigentümern und einem fingierten Kaufvertrag bei einem Notar eine Beglaubigung erhalten und das Grundbuchamt getäuscht und wurden so beinahe auf unrechtmäßige Weise als Eigentümer einer Immobilie im Wert von sechs Millionen Euro im Grundbuch eingetragen. Ihr Ansinnen war es, die ergaunerte Immobilie dann weiterzuverkaufen. Weil sie im Verlauf des Prozesses Geständnisse abgelegt hatten und Aufklärungshilfe leisteten, wurde ihre Untersuchungshaft nach Urteilsverkündung aufgehoben. Die Vollstreckung der Freiheitsstrafe bzw. der Strafantritt ist bei beiden nicht im Anschluss an die Urteilsverkündung erfolgt.
Im November 2024 wurden zwei vielfach vorbestrafte Mitglieder des Clans wegen Falschangaben vor Gericht und wegen „Anstiftung zum Ausstellen unrichtiger Gesundheitszeugnisse“ zu Geldstrafen verurteilt.

## Verflechtungen
Der Rapper Kay One befand sich im weiteren Umfeld des Clans, verließ dieses jedoch Anfang 2013. Seinen Angaben nach wurde er seitdem Ziel von Morddrohungen und stand zeitweise unter Polizeischutz.
2014 wurde von einer mutmaßlichen Zusammenarbeit des Abou-Chaker-Clans mit den Hells Angels Deutschland berichtet. So waren unter anderem Kadir P., der später zu lebenslanger Freiheitsstrafe verurteilte Präsident des Hells Angels MC Berlin City, und andere Mitglieder des MCs in einem Musikvideo des für seine enge Verbundenheit mit dem Clan bekannten Rappers Bushido zu sehen.
Eine enge Verbindung bestand viele Jahre zu dem Rapper Bushido. So wurde 2013 über den Stern bekannt, dass sich Bushido und das Clan-Mitglied Arafat Abou-Chaker wechselseitig Generalvollmachten über ihr gesamtes Vermögen erteilt hatten. Im März 2018 erklärte Bushido via Facebook, dass er nicht mehr mit Arafat Abou-Chaker zusammenarbeite. Im September 2018 veröffentlichte der Rapper, der unter Polizeischutz steht, mit dem Song Mephisto seine musikalische Abrechnung mit Arafat Abou-Chaker. In Interviews beschreibt Bushido das Verhältnis mit den Worten, er habe „nichts zu melden“ gehabt und Arafat Abou-Chaker habe „einfach alles entschieden“.

## Filmauftritt
In dem Film Zeiten ändern dich von 2010, der von der Autobiografie Bushidos inspiriert ist, wird Arafat Abou-Chaker von Moritz Bleibtreu gespielt. Als Statisten traten neben Mohammed Abou-Chaker weitere Clanmitglieder auf.

## Reportagen
- Spiegel TV: Die Macht der Clans (1/4): Arafat Abou-Chaker auf YouTube, 6. Oktober 2020 (12:18 Minuten).
- Spiegel TV: Clans auf Beutezug: Die Abou-Chakers, ein Rentnerpaar und eine Immobilie auf YouTube, 24. Oktober 2021 (12:02 Minuten).
- Der Spiegel: Haftstrafen für Abou-Chaker-Brüder: Und dann nach Hause im Lamborghini auf YouTube, 23. November 2021 (6:40 Minuten).
- Spiegel TV: Im Verhör: Bushido und die Abou-Chakers auf YouTube, 27. November 2021 (45:35 Minuten).
- Spiegel TV: Im Verhör: Der Überfall auf das Pokerturnier auf YouTube, 4. Dezember 2021 (39:44 Minuten).